# De Groene Amsterdammer
De Groene Amsterdammer (kortweg De Groene) is een onafhankelijk opinieweekblad, opgericht in 1877 door de letterkundigen Martinus G.L. van Loghem (1849-1934) en Taco Hajo de Beer (1838-1923) in Amsterdam. De krant is een uitgave van NV Weekblad De Groene Amsterdammer waarvan de aandelen in handen zijn van de stichting Groene Beheer. Voorzitters van deze stichting waren onder anderen Schelto Patijn en Eberhard van der Laan. De Groene Amsterdammer verschijnt elke donderdag in een papieren editie en koos in 1994 als eerste opinieblad in Nederland ook het internet als platform.

## Geschiedenis

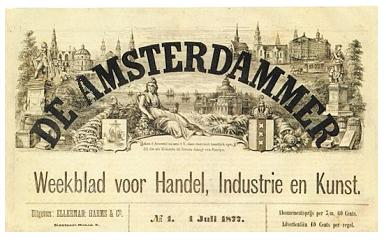
Kop van weekblad De Amsterdammer uit 1877

Het blad is in 1877 mede door Johannes de Koo (1841-1909) opgericht onder de naam De Amsterdammer, een weekblad voor handel, industrie en kunst dat op zaterdag verscheen. Uitgevers waren Van Holkema en Warendorf. Het werd toen gezien als spreekbuis voor jonge journalisten. Het blad telde in 1882 een oplage van 4000 stuks. Een van de mede-eigenaren was de bekende Amsterdamse schrijver Justus van Maurik, gevierd om zijn volksnovellen en blijspelen. Zijn naam werd gebruikt als publiekstrekker, maar journalistieke ruggengraat van het blad was De Koo. Redactie-secretaris was Dr. Pyzel. De omslag van het weekblad was in de begindagen groen. Omdat er in 1883 een dagelijkse krant kwam met de naam Amsterdammer, werd het blad in de volksmond De Groene Amsterdammer genoemd. In 1925 werd deze naam officieel. De wekelijkse politieke spotprent van Johan Braakensiek, die op een los vel werd ingelegd en door verkopers voor het raam werd gehangen, was een lezersmagneet.
In 1895 verlieten Pieter Lodewijk Tak en enkele andere redacteuren het blad, om in datzelfde jaar de Kroniek op te richten.
In 1939 was de oplage van De Groene Amsterdammer gestegen naar 12.000. Tijdens de Duitse aanval op Nederland in 1940 werd de productie van het blad een maand lang stopgezet. Op 8 juni 1940 verscheen het blad weer met uitsluitend culturele en wetenschappelijke artikelen. Op 12 oktober 1940 verscheen de laatste editie ten tijde van de Tweede Wereldoorlog.
Op 16 juni 1945 werd opnieuw gestart met de productie van De Groene Amsterdammer. In januari 1949 kwam het bijna tot een fusie met Vrij Nederland. Na een ruzie tussen de toenmalige eigenaren van De Groene Amsterdammer, Rients Dijkstra en Theo Moussault, bleek echter dat men bij de redactie niet bereid was om te werken onder de hoofdredacteur van Vrij Nederland, Henk van Randwijk. Vervolgens daalde het oplagecijfer van De Groene Amsterdammer gestaag, terwijl Vrij Nederland zich dankzij de steun van Het Parool wist op te werken. De oplage, die zich sinds 1985 stabiliseerde rond de 13.000, is vanaf 2008 gegroeid tot het huidige aantal van ruim 27.000 exemplaren op papier en daarnaast 6.000 digitale abonnementen.
In 1994 ging De Groene Amsterdammer online. De oude nummers van het blad werden gedigitaliseerd met financiële steun van het Prins Bernhardfonds en het VSB Fonds.
In de editie van 10 maart 1999 werden Benito Mussolini, Augusto Pinochet en Jozef Stalin als de hoofdredacteuren vermeld. Dit was door de redactie gedaan uit protest tegen hun verminderde zelfbestuur.
Ter gelegenheid van het 125-jarig bestaan van het blad verscheen De Groene Amsterdammer in mei 2002 een week lang elke dag.

## Inhoud
Journalistiek is er veel aandacht voor binnen- en buitenland, politiek en cultuur, literatuur, wijsbegeerte en economie. Het weekblad heeft een meer dan gemiddelde berichtgeving over de omringende wereld en in het bijzonder voor landen in de derde wereld, en is dus zeker geen uitsluitend op Amsterdam gerichte uitgave zoals de naam zou kunnen doen vermoeden.
Hoewel De Groene Amsterdammer nooit een politieke voorkeur heeft uitgesproken, is de signatuur van de meeste aan politiek gerelateerde artikelen links-liberaal te noemen. Zo spreekt het blad zich bijvoorbeeld regelmatig fel uit tegen elke vorm van dictatuur en komt het op voor de rechten van de sociale onderklasse. Ook de Irakoorlog en de veronderstelde betrokkenheid hierin van de Nederlandse regering kwamen geregeld ter sprake.

## Medewerkers

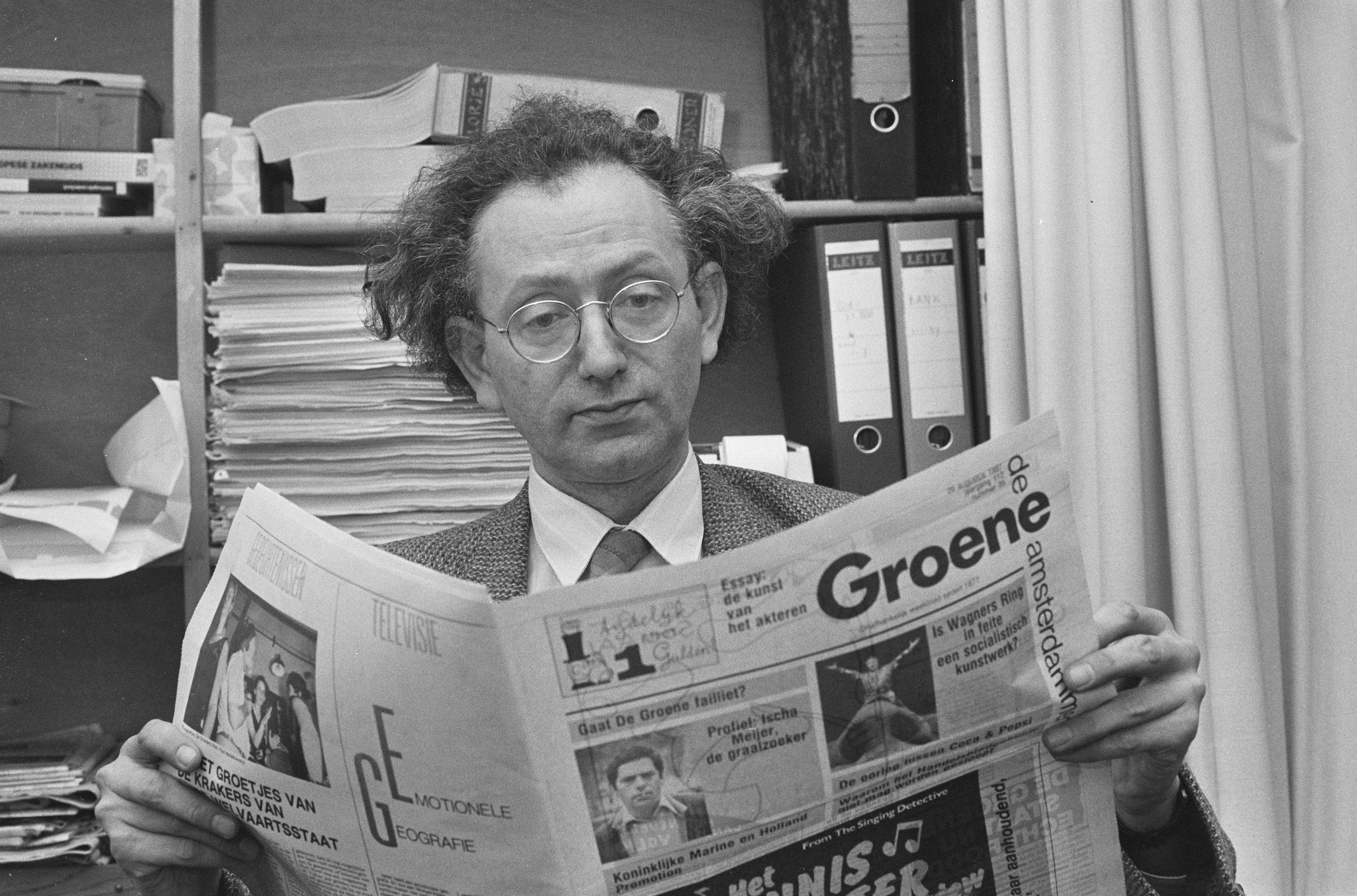
Van Amerongen als hoofdredacteur (1987)

Martin van Amerongen was hoofdredacteur van 1984 tot 1997 en daarna opnieuw van 1999 tot 2002. In de tussentijd was Gerard van Westerloo hoofdredacteur, die de koers van De Groene drastisch wilde veranderen en na een jaar door de redactie werd ontslagen. Van Amerongen, die in 2002 stierf, werd in 2003 opgevolgd door Hubert Smeets, die eerder leiding gaf toen het blad in 2002 een week lang als dagblad verscheen. In juni 2008 werd Smeets opgevolgd door voormalig redactrice en oud-hoofdredactrice van Vrij Nederland Xandra Schutte. In de periode 1986 tot 2001 was Antoine Verbij de tweede man bij het weekblad. Aanvankelijk als eindredacteur, maar de meeste tijd als adjunct-hoofdredacteur.
Tot de bekende medewerkers van De Groene Amsterdammer uit heden en verleden behoren onder meer Charivarius, Pieter Lodewijk Tak, Frederik van Eeden, Menno ter Braak, C. Buddingh', J.A. Meijers, Loe de Jong, Simon Carmiggelt, Simon Vestdijk, Heikelien Verrijn Stuart, Anna Blaman, Max Dendermonde, Eli Heimans, Annemarie Grewel, Henk Hofland, Theodor Holman, Martin Koomen, Geert Mak, Herman de Man, Michiel van Kempen, Anil Ramdas, Stephan Sanders, Ger Groot, Willem Pijper, Matthijs Vermeulen, Luc Panhuysen, Kemal Rijken en de tekenaars Johan Braakensiek, L.J. Jordaan, Joep Bertrams en Opland.

### Oplage en bereik
Volgens HOI, Instituut voor Media Auditing en Jan van de Plasse: Kroniek van de Nederlandse dagblad- en opiniepers, Otto Cramwinckel Uitgever, Amsterdam 2005, ISBN 90-75727-77-1.
Vanwege een beveiligingsprobleem met de MediaWiki Graph-software is het momenteel niet mogelijk deze grafiek weer te geven. Zodra de software is bijgewerkt zal de grafiek vanzelf weer zichtbaar worden.
- 1939: 12.000
- 1946: 40.000
- 1948: 36.000
- 1951: 32.000
- 1960: 30.000
- 1970: 16.845
- 1975: 14.395
- 1980: 17.066
- 1985: 13.325
- 1990: 13.131
- 1995: 12.871
- 2000: 13.303
- 2004: 14.414[5]
- 2006: 13.016[6]
- 2007: 12.856[7]
- 2008: 12.995 (+1,1%)
- 2009: 14.431 (+11,1%)
- 2010: 16.637 (+15,3%)
- 2011: 18.422 (+10,7%)[8]
- 2012: 19.192 (+4,2%)[9]
- 2013: 19.757 (+2,9%)
- 2014: 19.446 (-1,6%)
- 2015: 19.064 (-2,0%)
- 2016: 20.199 (+5,9%)
- 2017: 21.614 (+7,0%)
- 2018: 22.949 (+6,2%)
- 2019: 22.788 (-0,7%)
- 2020: 24.144 (+5,9%)
- 2021: 27.480 (+13,8%)
- 2022: 27.444 (-0,1%)
- 2023:
  - Printoplage: 27.988 (+1,8%)
  - Printbereik: 88.000[10]

### Hoofdredacteuren
- 1877-1878: geen hoofdredacteur
- 1879-1894: Johannes de Koo
- 1894-1897: geen hoofdredacteur
- 1897-1907: Johannes de Koo
- 1907-1914: Henri Wiessing
- 1914-1920: Joost Adriaan van Hamel
- 1920-1928: Willem Kernkamp
- 1929-1936: A.C. Josephus Jitta
- 1937-1940: geen hoofdredacteur
- 1940-1945: geen Groene
- 1945-1984: geen hoofdredacteur
- 1984-1997: Martin van Amerongen
- 1997-1998: Gerard van Westerloo
- 1999-2002: Martin van Amerongen
- 2003-2007: Hubert Smeets
- 2008-heden: Xandra Schutte